# Long Mountain
Long Mountain – miasto na Mauritiusie; w dystrykcie Pamplemousses. Według danych szacunkowych, w 2014 roku liczyło 7148 mieszkańców